# Yutō-yomi
Die Yutō-yomi (jap. 湯桶読み) ist eine Form der Lesung von Kanji-Komposita in der japanischen Sprache. Der erste Wortbestandteil wird dabei japanisch (Kunyomi), der zweite Teil sinojapanisch (Onyomi) gelesen. Namensgebend war dabei das Wort yutō, das ein altes japanisches Wasser- und Sakebehältnis bezeichnet, eben weil die Schriftzeichen in diesem Wort genau in dieser Form gelesen werden. Der umgekehrte Fall, erst On- dann Kun-Lesung, wird Jūbako-yomi genannt.
Üblicherweise werden Komposita rein in On-Lesung oder rein in Kun-Lesung gelesen, die Yutō-yomi ist eine Ausnahme.
| Kanji  | Yutō-yomi | Bedeutung                                      | weitere Lesung | Bedeutung                            |
| ------ | --------- | ---------------------------------------------- | -------------- | ------------------------------------ |
| 湯桶   | yutō      | Kanne für Wasser oder Sake                     | yuoke (Kun)    | Wassereimer                          |
| 合図   | aizu      | Signal                                         | -              | -                                    |
| 合気道 | aikidō    | Aikidō                                         | -              | -                                    |
| 雨具   | amagu     | Regenkleidung                                  | -              | -                                    |
| 粗熱   | aranetsu  | Temperatur des Essens direkt nach dem Erhitzen | -              | -                                    |
| 野宿   | nojuku    | Übernachtung im Freien                         | -              | -                                    |
| 大勢   | ōzei      | viele Leute, Gedränge                          | taisei (On)    | allgemeine Tendenz; starker Einfluss |